# إم كاونت داون
إم! كاونت داون ((هانغل: 엠카운트다운)) هو برنامج تلفزيوني موسيقي كوري جنوبي يذاع بواسطة قناة إمنت. ويبث على الهواء كل خميس على ساعة 6:00 إلى 7:30 زوالا، بتوقيت كوريا الجنوبية. العرض يتميز باستضافة الفنانين الأحدث والأكثر شعبية الذين يؤدون على خشبة المسرح. واعتبارا من 18 مارس، 2015، العرض من تقديم، كي من فرقة شايني، إي جونغ شن من فرقة سي إن بلو، وباك جن يونغ وBamBam من فرقة جوت سفن  واستضاف مختلف الفنانين الذين دعوا إلى العرض الأسبوعي. وأذيع من الاستديو المركزي لسي جي إيه أند إم في سانغام دونغ ‏، مابو غو، سول. ويبث كذلك مباشرة على الهواء في الصين، هونغ كونغ، اليابان، الفيليبين، الولايات المتحدة، تايوان، ماليزيا، سينغافورة وبلدان أخرى.

## وصلات خارجية
- إم! كاونت داون – الموقع الرسمي (بالكورية)
- إم! كاونت داون – الموقع الرسمي (بالإنجليزية)